# Olympische Sommerspiele 1908/Radsport – Mannschaftsverfolgung Bahn (Männer)
Die 1980-Yards-Mannschaftsverfolgung der Männer bei den Olympischen Spielen 1908 in London fand am 17. Juli im White City Stadium statt.
Von den sieben gemeldeten Mannschaften traten nur fünf an. Im Finale sicherte sich die britische Mannschaft mit Benjamin Jones, Clarence Kingsbury, Leon Meredith und Ernest Payne den Olympiasieg.

## Ergebnisse

### Viertelfinale

#### Lauf 1
| Rang | Athleten                                                     | Nation         | Zeit |
| ---- | ------------------------------------------------------------ | -------------- | ---- |
| 1    | Benjamin Jones Clarence Kingsbury Leon Meredith Ernest Payne | Großbritannien | w.o. |
| 2    | unbekannt                                                    | Belgien        | DNS  |

#### Lauf 2
| Rang | Athleten                                                          | Nation             | Zeit |
| ---- | ----------------------------------------------------------------- | ------------------ | ---- |
| 1    | William Anderson Walter Andrews Frederick McCarthy William Morton | Kanada             | w.o. |
| 2    | unbekannt                                                         | Vereinigte Staaten | DNS  |

#### Lauf 3
| Rang | Athleten                                                                       | Nation      | Zeit    |
| ---- | ------------------------------------------------------------------------------ | ----------- | ------- |
| 1    | Gerard Bosch van Drakestein Antonie Gerrits Dorus Nijland Johannes van Spengen | Niederlande | Freilos |

#### Lauf 4
| Rang | Athleten                                                     | Nation          | Zeit       |
| ---- | ------------------------------------------------------------ | --------------- | ---------- |
| 1    | Max Götze Rudolf Katzer Hermann Martens Karl Neumer          | Deutsches Reich | 2:25,4 min |
| 2    | André Auffray Émile Demangel Émile Maréchal Maurice Schilles | Frankreich      | 2:32,0 min |

### Halbfinale
Die beiden Sieger qualifizierten sich für das Finale. Kanada erhielt die Bronzemedaille, da das Team gegenüber den Niederlanden eine bessere Zeit fuhr.

#### Halbfinale 1
| Rang        | Athleten                                                          | Nation         | Zeit       |
| ----------- | ----------------------------------------------------------------- | -------------- | ---------- |
| 1           | Benjamin Jones Clarence Kingsbury Leon Meredith Ernest Payne      | Großbritannien | 2:19,6 min |
| 2 (Bronze ) | William Anderson Walter Andrews Frederick McCarthy William Morton | Kanada         | 2:29,2 min |

#### Halbfinale 2
| Rang | Athleten                                                                       | Nation          | Zeit       |
| ---- | ------------------------------------------------------------------------------ | --------------- | ---------- |
| 1    | Max Götze Rudolf Katzer Hermann Martens Karl Neumer                            | Deutsches Reich | 2:31,8 min |
| 2    | Gerard Bosch van Drakestein Antonie Gerrits Dorus Nijland Johannes van Spengen | Niederlande     | 2:44,0 min |

### Finale
| Rang   | Athleten                                                     | Nation          | Zeit       |
| ------ | ------------------------------------------------------------ | --------------- | ---------- |
| Gold   | Benjamin Jones Clarence Kingsbury Leon Meredith Ernest Payne | Großbritannien  | 2:18,6 min |
| Silber | Max Götze Rudolf Katzer Hermann Martens Karl Neumer          | Deutsches Reich | 2:28,6 min |